# Engleska umjetnost
Engleska umjetnost je umjetnička produkcija na području današnje Engleske kao dijela Velike Britanije i Engleza od prapovijesti do danas.

## Prapovijest
Paleolitske kulture Crag i Clactonien ostavile su samo ostatke oruđa i oružja, dok su za neolitskih kultura Windmill-Hill i Peterborough nastaje jednostavna neornamentirana keramika i grobni tumuli (barrow), te monumentalni megalitički spomenici (Aubry, Stonehenge). Iz Europe dopire brončana kultura koja traje do 5. st. pr. Kr. kada s Keltskim Britima dolazi željezno doba. Kelti su živjeli u citadelama (Old Oswetry, Cissbury Rings, Bagendon) i bogato su ukrašavali svoje predmete (Štit iz Battersea, Vepar iz Hounslowa, zrcalo iz Trelan Bahowa). Keltska kultura se sačuvala tijekom cijele rimske okupacije i u ranom srednjem vijeku postala je temeljem anglosaksonske umjetnosti.

## Rimsko razdoblje
God. 53. pr. Kr. Julije Cezar je osvojio Englesku i već 43. pr. Kr. ona je rimska pokrajina Britanija. Iako se količina rimskih spomenika ne može mjeriti s onima u kontinentalnoj Europi, u Engleskoj oni su izrazito kvalitetni. Ističu se bedemi, terme i mozaici u gradovima St. Albans (Verulamium), London (Londinium), Mildenhall (Cunetio), i dr. Najmonumentalniji spomenik je svakako Hadrijanov zid (Vallum Hadriani) iz 2. stoljeća.

## Anglosaksonska umjetnost
U 5. stoljeću Rimljani potpuno napuštaju Engleski otok na koji se sve više naseljavaju germanska plemena (prije svega Angli i Sasi) koji se stapaju u narod Anglosaksonaca. Oni njeguju zlatarstvo s germanskim, keltskim, ali i bizantskim dekoracijama (Sutton Hoo). Među najzanimljivije spomenike plastike spadaju monumentalni kameni križevi dekorirani figuralnim i ornamentalnim reljefima (7. – 11. st.), poput onih u Irskoj i Škotskoj, ali s originalnim vitkim okomitim i kratkim horizontalnim kracima (Bewcastle, Ruthwell, Sandbach, Thornhill). Njihove dekoracije spirala, pletera i lozice se mogu naći i u crkvenim dovratnicima, ali i u iluminiranim rukopisima iz tog doba (spoj irskog i anglosaksonskog stila je nazvan Insularna umjetnost, tj. latinski: otočna umjetnost) koji su uvelike utjecali na razvoj iluminiranih rukopisa u kontinentalnoj Europi. Ovi rukopisi su zbog keltskih i anglosaksonskih dekoracija bili potpuno drugačiji od onih franačkih na kontinentu, a najpoznatiji su: Evanđelistar iz Lindisfarnea (7. – 8. st.) i Aethelwoldov benedikcional (10. st.).

## Srednji vijek
S normanskim osvajanjem engleske (1066.) javlja se tipski način građenja (za razliku od anglosaksonskog slobodnog kreiranja) nazvan Normanskim stilom. On se odlikuje monumentalnim longitudinalnim bazilikama križnog tlocrrta s dvobrodnim transeptom i ravnim korom, te središnjim snažnim tornjem odsječenog kruništa. Stupovi su kvadratični s jednostavnim kapitelima, arkade s polukružnim lukovima, na pročelju se nalazi veliki prozorski otvor, a fasada je ukrašena bogatim geometrijskim ukrasima (cik-cak linije, dijagonalne mreže, rombovi, i dr.). Takve su: katedrala u Canterburyju (započeta 1070.), katedrala u Durhamu (započeta 1093.), Winchesterska katedrala (započeta 1079.), itd. Oko 1191. god. Normani su pri gradnji katedrale u Wellsu, Lincolnu i Elyju primijenili novi gotički stil gradnje, dok se Normanski stil zadržao kao provincijski stil. 
Pored vjerskih građevina, Normani su prije svega gradili utvrde i dvorce; najprije kako bi se osigurali od autohtonog stanovništva, a potom kao granične utvrde prema Škotima i Velšanima. Takve su bile: Oxfordski dvorac (1074.), Londonski toranj (oko 1087.), te dvorci u Rochesteru, Oakhamu i Norwichu.
Engleski romanički vez je najpoznatiji po Tapiseriji iz Bayeuxa (1070-ih), i brojnim drugim tapiserijama tzv. Opus Anglicanum ("Engleskog veza" - tada smatranog za najbolji u Europi), ali i veza sa svećeničkih odora.
Nakon desetljeća pauze, iluminirani rukopisi su u Engleskoj postali ponovno jednaki po vrijednosti onima u ostatku Europe. U romaničkom stilu su oslikani Biblija iz Winchestera, Molitvenik iz St. Albansa, dok je u gotičkom stilu oslikan Molitvenik Tickhill. Na koncu gotike, u 15. st., bogati engleski naručitelji su radije naručivali djela iz Pariza i Flandrije.
Izuzetno je malo slika koje potječu prije 1500. god. sačuvano u Engleskoj zbog kasnijeg protestantskog uništavanja. Jedan od najljepših je u Opatiji u Westminsteru, tzv. Wilton diptih (oko 1395. – 1399.) na kojoj se nalazi portret kralja Rikarda II., najvećeg mecene engleske srednjovjekovne umjetnosti.

## Renesansa i protestantska reformacija
Velike promjene u engleskoj umjetnosti su se dogodile s uvođenjem reformacije koju je pokrenuo Henrik VIII., kralj Engleske 1536. god., nakon čega je uslijedilo prisvajanje samostanske imovine i uništenja većine likovnih djela (zbog protestantskog ikonoklazma koji je cvao sve do 17. st.). Uslijedila je izolacija Engleske od umjentičkih pokreta u Europpi, uključujući najprije renesansu. Engleska renesansa je započela relativno kasno, polovicom 16. stoljeća, i nije pridonijela mnogo likovnoj umjetnosti (osim iznimno originalne Tudorske i Elizabetske arhitekture; koja se zapravo direktno nastavlja na gotičku arhitekturu) dok je u glazbi i književnosti imala mnogo veći učinak. Umjetnici na Tudorskom dvoru su većinom dolazili iz kontinentalne Europe i slikali u duhu flamanske i talijanske renesanse. Vjersko slikarstvo je doslovno zamrlo, a ravilo se prtretno slikarstvo, najprije među bogatom elitom, a potom među pripadnicima bogatije srednje klase koji su njegovali originalnu portretnu minijaturu. Nicholas Hilliard je naplaćivao samo £3 za minijaturu, što je bilo prihvatljivo brojnim trgovcima.
Najvažniji renesansni arhitekt bio je Inigo Jones (1573. – 1652.) koji nakon studijskog putovanja u Italiji gradi Banqueting Hall palače Witehall u Londonu za kralja Jamesa I. – sjajna renesansna kompozicija s umjerenom rustikom podnožja i diferencijacijom dvaju etaža.

## Barok i rokoko
Karlo I. je ambiciozno potpomagao umjetnost i započeo stvarati jednu od najboljih kolekcija umjentosti u Europi, no još uvijek se morao oslanjati na strane barokne umjetnike poput Rubensa i Van Dycka koji su ustanovili englesko slikarstvo portreta opuštene elegancije koje će potrajati stoljećima. 
Kraljevsku kolekciju umjetnina je tijekom Cromwellove vladavine Parlament prodao, a Karlo II. većinom povratio, iako su najljepša djela nestala u inozemstvu.
U drugoj polovici 17. st., Nizozemski slikari su uveli pejzažno slikarstvo, ali engleski slikari ih nisu dostojno pratili. Tek u 18. stoljeću nastaje tzv. engleska slikarska škola, koja je najznačajnija upravo po pejzažima i potretima u stilu rokokoa.
Tijekom 18. st., engleska škola je ustanovila prepoznatljiv stil u portretiranju i pejzažnom slikarstvu, i ostvarila napredak prema povijesnom slikarstvu koje se tada smatralo najvišim slikarskim motivom. Od najznačajnijih umjetnika ističu se Sir Joshua Reynolds (1723. – 1792.), osnivač kraljevske likovne akademije, George Stubbs 1724. – 1806.), i Thomas Gainsborough (1727. – 1788.). William Hogarth je značajan po svojim realističnijim portretima i satirama, te je bio prvi veliki engleski grafičar. Njegova djela su puna, originalno engleskog, crnog humora koji ističe izobličenost modernog društva, slabosti i poroke londonskog života.

## Umjetnost 19. stoljeća
U ranom 19. stoljeću profilirala se Norwichska škola slikanja, prvi provincijski umjentički pokret izvan Londona, na koju je utjecalo nizozemsko pejzažno slikarstvo i krajolik Norfolka. Zbog neustaljene potpore i unutrašnjih podjela, trajala je veoma kratko, a najznačajniji predstavnici bili su: osnivač John Crome, akvarelist John Sell Cotman i slikar marina koji je kratko živio, Joseph Stannard. 
Paul Sandby je prozvan "očem engleskog akvarelnog slikarstva", a u 19. st. su djelovali i drugi pejzažisti kao: Richard Wilson, George Morland, John Robert Cozens, Thomas Girtin, John Constable (1776. – 1837.), J. M. W. Turner (1775. – 1851.), i John Linnell. Dok je francuska barbizonska škola pristupala pejzažu s ljubavlju, ali na distanciran – znanstveni način, Turner je svoje pejzaže napunio romantičarskim uzbuđenjem s jakim efektima i odvažnom uporabom boje. Bio je majstor atmosferskih efekata, a posebice svjetla u kojemu se oblici tope jedan u drugi. Kod njega kretanje svjetlosti i njezinih odbljesaka je puno važnije od arhitektonskih formi i elemenata prirode. Postao je jedan od najvećih inspiracija impresionizma, prvog modernog stila.
Prerafaeliti, pripadnici pokreta osnovanog 1840-ih, dominirai su engleskom umjentičkom scenom u drugoj polovici 19. st. Umjetnici (William Holman Hunt, Dante Gabriel Rossetti, John Everett Millais i dr.) su se okrenuli vjerskim i književnim temema i žanr motivima koje su izvodili na koloristički način prepun minucioznih, skoro fotografskih, detalja.
S porastom napučenosti Engleske tijekom industrijske revolucije, javila se potreba za privatnošću koja se ostvarivala u omanjim vrtovima (engleski park). Također je jačala ljubav prema prostranim krajolicima, divljini i narodnom umjetnošću. William Morris je, uz prerafaelitsko bratstvo, jedan od najznačajnijih umjetnika koji je cijenio engleski folklor.
Alfred Sisley, jedan od prominentnih slikara impresionizma je bio Englez. Engleski impresionizam je razvio Walter Sickert s grupom slikara prozvanom Camden Town Group koji se kasnije približio postimpresionizmu s jakom odlikom zabilježavanja društveno-socijalnog stanja.

## 20. stoljeće
Prvi značajan engleski moderni pravac u umjetnosti bio je vorticizam, kojemu su pripadali Sir Jacob Epstein, Wyndham Lewis i David Bomberg. Nakon užasa Prvog svjetskog rata umjentici su se vratili pastoralnim motivima koje predstavlja Paul Nash. Stanley Spencer je slikao mistična djela i pejzaže. Nadrealizam je kratko bio popularan u 1930-im, što je utjecalo na umjetnike poput Roland Penrose i Henry Moore.  
Henry Moore se nakon Drugog svjetskog rata etablirao kao najvažniji Engleski umjetnik koji je promicao V. Pasmorea i B. Hapeworth osnivanjem "Britanskog umjentičkog festivala". Zahvaljujući njima apstraktna umjetnost je postala vodeći likovni pravac 1950-ih godina, a isticali su se umjentici poput B. Nicholsona, T. Frosta, P. Lanyona i P. Herona, koji su djelovali u sklopu "St Ives school" u Cornwallu.  Lucian Freud, Frank Auerbach, John Tunnard i Francis Bacon (slikar) (tzv. "Londonska škola") su bili njihovi suvremenici koji nisu napuštali figuraciju. Kao direktna reakcija na apstraktni ekspresionizam, pop art se izvorno pojavio 1950-ih upravo u Engleskoj, i to izložbom This Is Tomorrow (Ovo je sutrašnjica). David Hockney, Peter Blake i Richard Hamilton su dominirali umjetničkom scenom 1960-ih.
Art and Language (Umjetnost i jezik) je grupa konceptualnih umjetnika koja je izdala časopis jednostavnog imena, "journal". U tom duhu Michael Craig Martin je 1973. godine napravio konceptualno djelo pod nazivom Drvo Hrasta.

## Suvremena engleska umjetnost
Pokret "Young British Artists (Mladi britanski umjetnici, skraćeno: YBA), kojemu su se pridružili Damien Hirst i Tracey Emin, postao je vodeći svjetski pokret 1990-ih, koji se odlikovao potporom galerije Charlesa Saatchija postigavši svjetsko priznanje svojom originalnom konceptualnom umjetnošću instalacija poput Hirstove instalacije s morskim psom u formaldehidu. Galerija Tate u Londonu i njena nagrada, Turner Prize, ali i Kraljevska akademija (Royal Academy), ih je također podržala. God. 1999. nastao je pokret Stuckista, figurativnih slikara protiv djelovanja YBA-a. Udruženje britanskih umjetnika (Federation of British Artists) redovito održava izložbe tradicionalnog figurativnog slikarstva. Jack Vettriano i Beryl Cook su doživjeli veliku slavu, ali ne i službeno priznanje. Banksy je umjetnik koji je slavu stekao svojim londonskim graffitima i danas je veoma priznat slikar. Ostali umjetnici koji su nedavno postigli svjetsku slavu su indijskog podrijetla, ali godinama žive u Engleskoj su: Kamal Koria i Singh twins (blizanci Sing).